# Покровский некрополь
Покровский некрополь — бывшее кладбище Симбирского Покровского монастыря, расположенное в Ульяновске, на улице 12-го Сентября, в сквере имени И. Н. Ульянова. Кладбище закрыто в 1925 году. Уничтожено в 1930-е годы. Ныне частично восстановлено.

## История
В 1698 году площадный подъячий Пётр Иванович Муромцев построил деревянный храм в честь Благовещения Пресвятой Богородицы, с главным приделом — в честь Покрова Божией Матери, поэтому монастырь стали называть Покровским. В 1720—1724-х годах вместо деревянной церкви был возведён каменный четырёхпрестольный Благовещенский собор, но монастырь продолжал именоваться Покровским. В 1724 году был издан Высочайший Указ о закрытии находившегося «под горой» Успенского мужского монастыря (находился на спуске к Волге). Братия Успенского монастыря перешла в Покровскую обитель, объединив два городских монастыря. В 1725 году вышел Указ, который предписывал: «мертвых человеческих телес, кроме знатных персон, внутри городов не погребать, а погребать их в монастырях и приходских церквах вне городов». Таким образом вставал вопрос о переносе места последнего упокоения симбирской знати из центра города, Спасского монастыря, в иное место, которым стало кладбище Покровского монастыря.
В 1832 году Симбирский Покровский мужской монастырь был преобразован в Архиерейский дом.
В 1915 году могила (крипта) В. Н. Поливанова на кладбище была сооружена под руководством архитектора А. А. Шодэ.
22 декабря 1920 года Симбирский губернский исполнительный комитет постановил ликвидировать кладбище. В 1923 году кладбище было закрыто. Некрополь начал разрушаться. 3 мая 1932 года обитель закрыли. В 1937 году было принято решение и о ликвидации Покровского кладбища, на территории кладбища был разбит сквер (в 1946 году), надгробные памятники разбиты, могилы сровняли с землёй. Была сохранена только одна могила — директора народных училищ Симбирской губернии, действительного статского советника Ильи Николаевича Ульянова, отца Владимира Ульянова (Ленина).
В 1930 году памятник княгини Александры Сергеевны Баратаевой, из фамильного склепа Баратаевых, с гибнущего кладбища Покровского монастыря перевезли на городское кладбище, на могилу её сына князя Сергея Михайловича Баратаева.
В 1991 году протодиакон Алексий Скала занялся восстановлением некрополя. После первых археологических раскопок восстановлена могила местнопочитаемого святого, старца блаженного Андрея (Огородникова). В 1994—1997 годах при раскопках на месте бывшего Симбирского Покровского монастыря из земли было извлечено несколько десятков старинных надгробий с сохранившимися именами симбирян из хорошо известных дворянских фамилий.
В 1995 году на средства Спасо-Вознесенского прихода был построен часовня-памятник в память о всех здесь погребённых симбирянах.
В конце 1990-х гг. захоронения с надгробьем В. М. Карамзина и его дочери О. В. Ниротморцевой из родового имения Карамзинка были перенесены и перезахоронены на территории Покровского некрополя. По описи 1903 года сделанная В. Н. Поливановым: верхнюю часть этой четырёхгранной колонны украшала мраморная статуэтка «около 18 вершков длины, изображающая женскую фигуру в римской тоге, облокотившуюся на урну».
В 2008 году территорию некрополя обнесли оградой.
В 2011 году горсть земли с могилы Василия Петровича Ивашева с городского кладбища г. Туринска была привезена в Ульяновск на Покровский некрополь, и возле креста родителей появилась табличка в память о нём.

## Известные люди, похороненные на некрополе

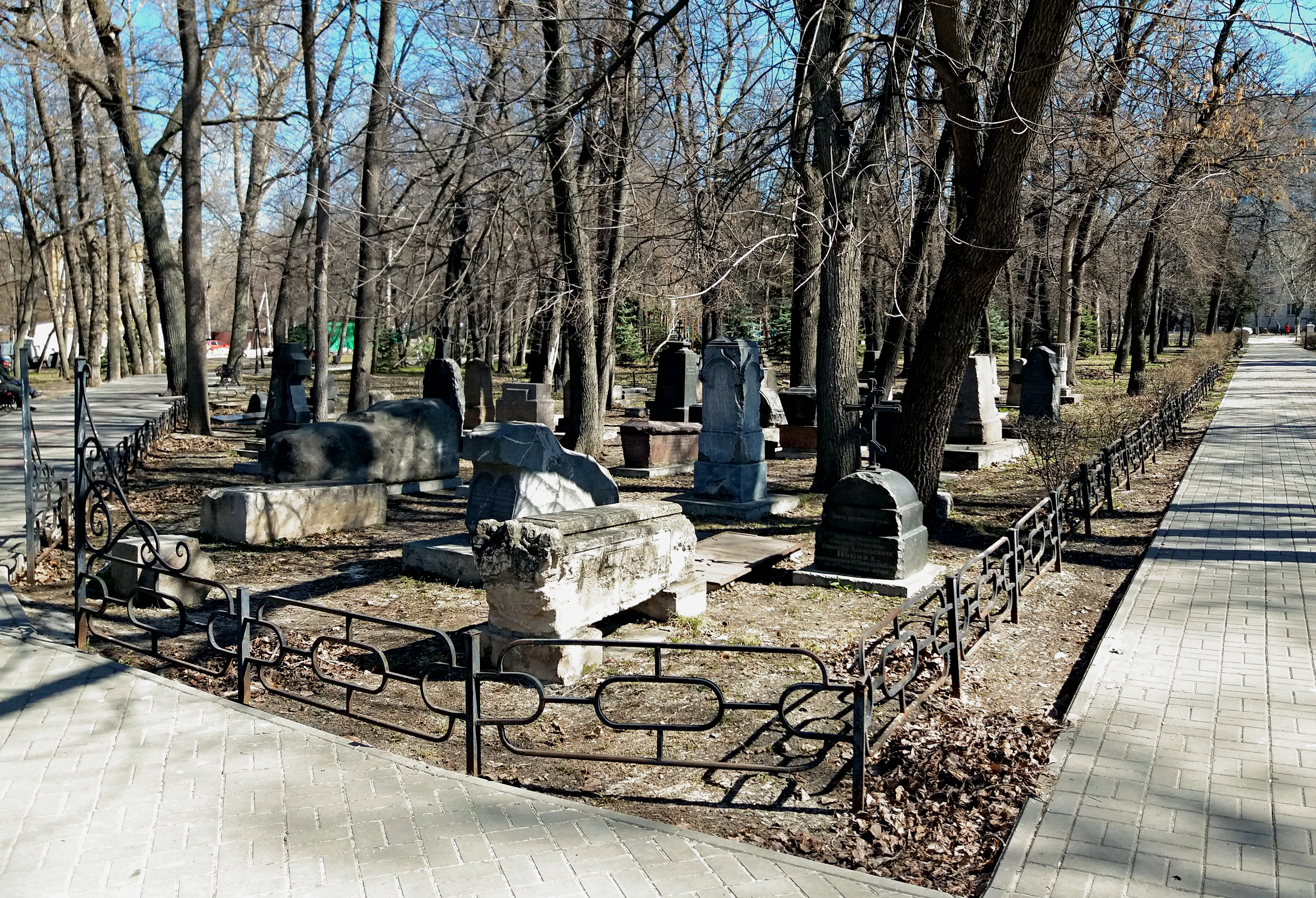
Покровский некрополь (общий вид).

Первыми, кого похоронили на территории обители, были его насельники-монахи. Самым ранним задокументированным фактом погребения в Покровском монастыре стало захоронение строителя Благовещенского собора П. И. Муромцева († 1728) и его супруги Н. С. Муромцевой († 1730). Согласно завещанию, они были погребены в приделе во имя Святителей Московских.
Здесь погребены представители почти всех дворянских симбирских родов: Андреевых, Баратаевых, Валуевых, Киндяковых, Мещериновых, Наумовых, Обресковых, Столыпиных, князей Трубецких, Тургеневых, Ухтомских, Хованских, Юрловы, Языковых; губернаторов: графа А. В. Толстого, князя С. Н. Хованского, барона А. П. Умянцова, Н. М. Булдакова; симбирского вице-губернатора Николая Алексеевича Попова; губернских предводителей дворянства: И. А. Порошина, князя М. П. Баратаева, героя Отечественной войны 1812 года П. И. Юрлова, М. М. Наумова, В. Н. Поливанова, И. Н. Ульянова, А. Ф. Лабзина, И. А. Пиля, А. А. Столыпина, Андрея Симбирского, А. Н. Арапова, Н. Д. Амбразанцева, И. В. Вишневского, генерала от инфантерии А. В. Обрескова (1757—1812) и тайного советника Н. В. Обрескова (1764—1817), П. Н. Ивашева, писателя Н. И. Бобылёва (1819—1865)(?); первая жена симбирского губернатора князя А. А. Долгорукова княгиня Маргарита Ивановна (1785—1814); первая жена симбирского губернатора Н. П. Долгово-Сабурова Мария Николаевна (1844—1874); статский советник, симбирский врач Н. Ф. Фененко; купец 1-й гильдии, потомственный почётный гражданин, благотворитель и меценат Пастухов Пётр Андреевич; потомственный почётный гражданин Михаил Васильевич Андреев; вдова потомственного почётного гражданина А. П. Кирпичникова Анастасия Александровна; потомственный Почётный гражданин Иван Иванович Сусоколов с супругой; Валуева Александра Михайловна (ур. Языкова) (1796—1822) и её дочь, сестра поэта Н. М. Языкова, мать Д. А. Валуева; Рясофорная монахиня, насельница Спасского женского монастыря Есфирь († 1843); Мантийная монахиня Павла (Языкова, урожд. княжна Гагарина), насельница Спасского монастыря († 1900); 

## Галерея

Могила князя Хованского С. Н.
Место погребения Андрея Симбирского.
Могила Поливанова В. Н.
Могила Поливановой Л. А. — матери Владимира Николаевича.
Памятник на могиле Карамзина В. М. и его дочери Ольги. (Верхнюю часть этой четырёхгранной колонны украшала мраморная статуэтка, утрачена).
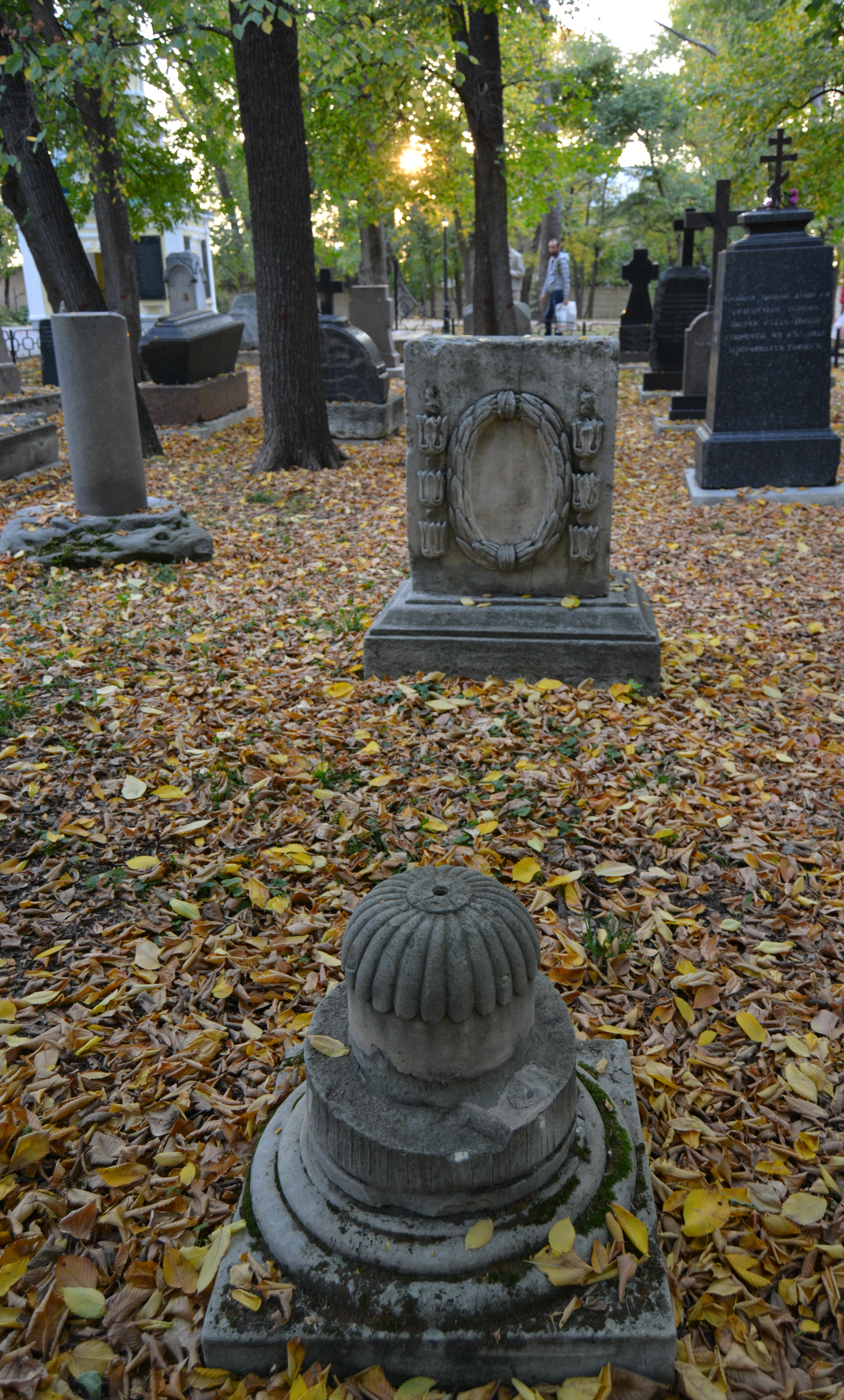
На некрополе.
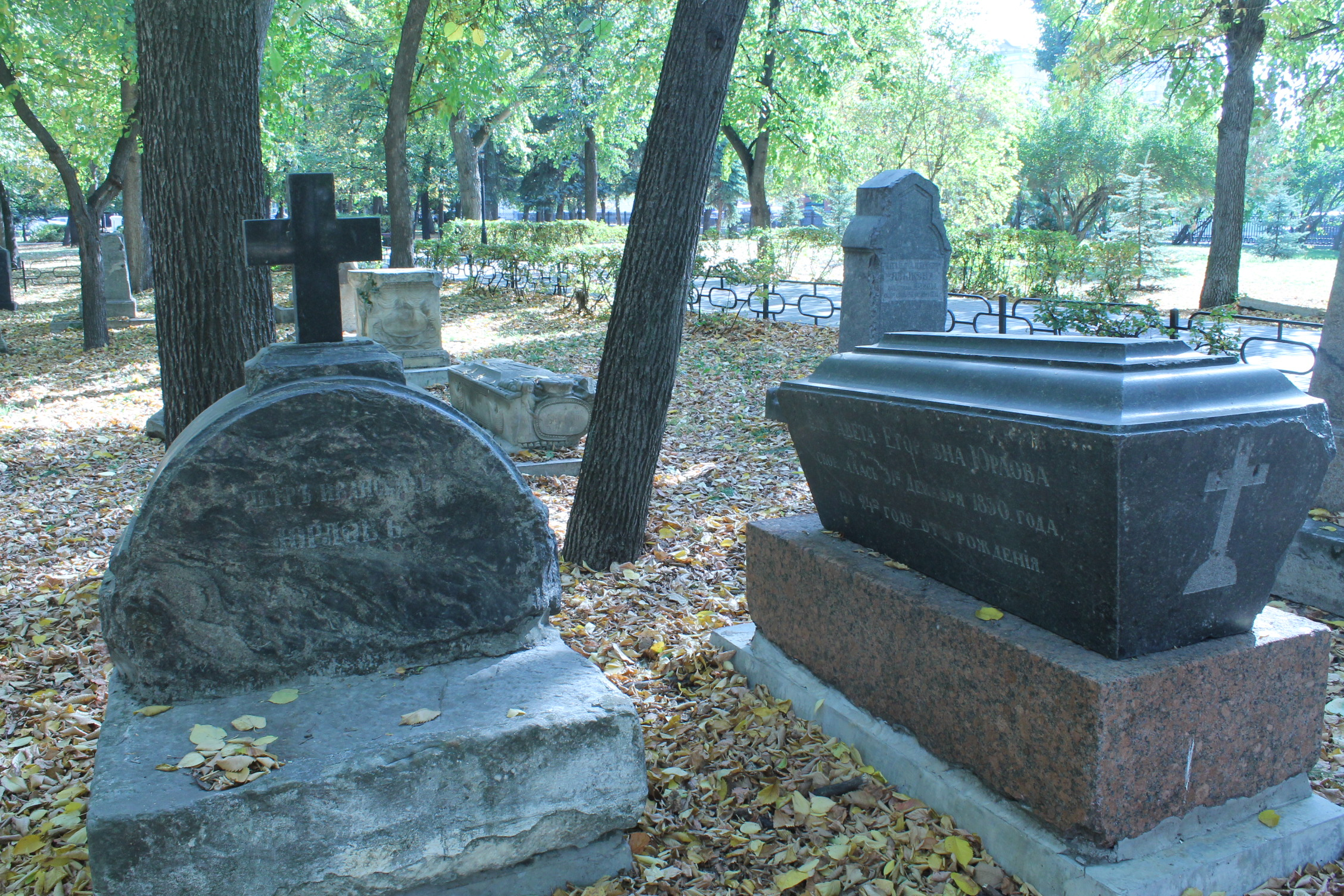
Могилы Юрлова П. И. и Юрловой Е. Г.
Табличка в память о В. П. Ивашеве.
Могила Языковых.
Могила И. Н. Ульянова.
Памятник Александру Васильевичу Обрескову.
Могила Баратаева М. П.
Могила Ивашева П. Н.
Могила Веры Александровны Ивашевой.
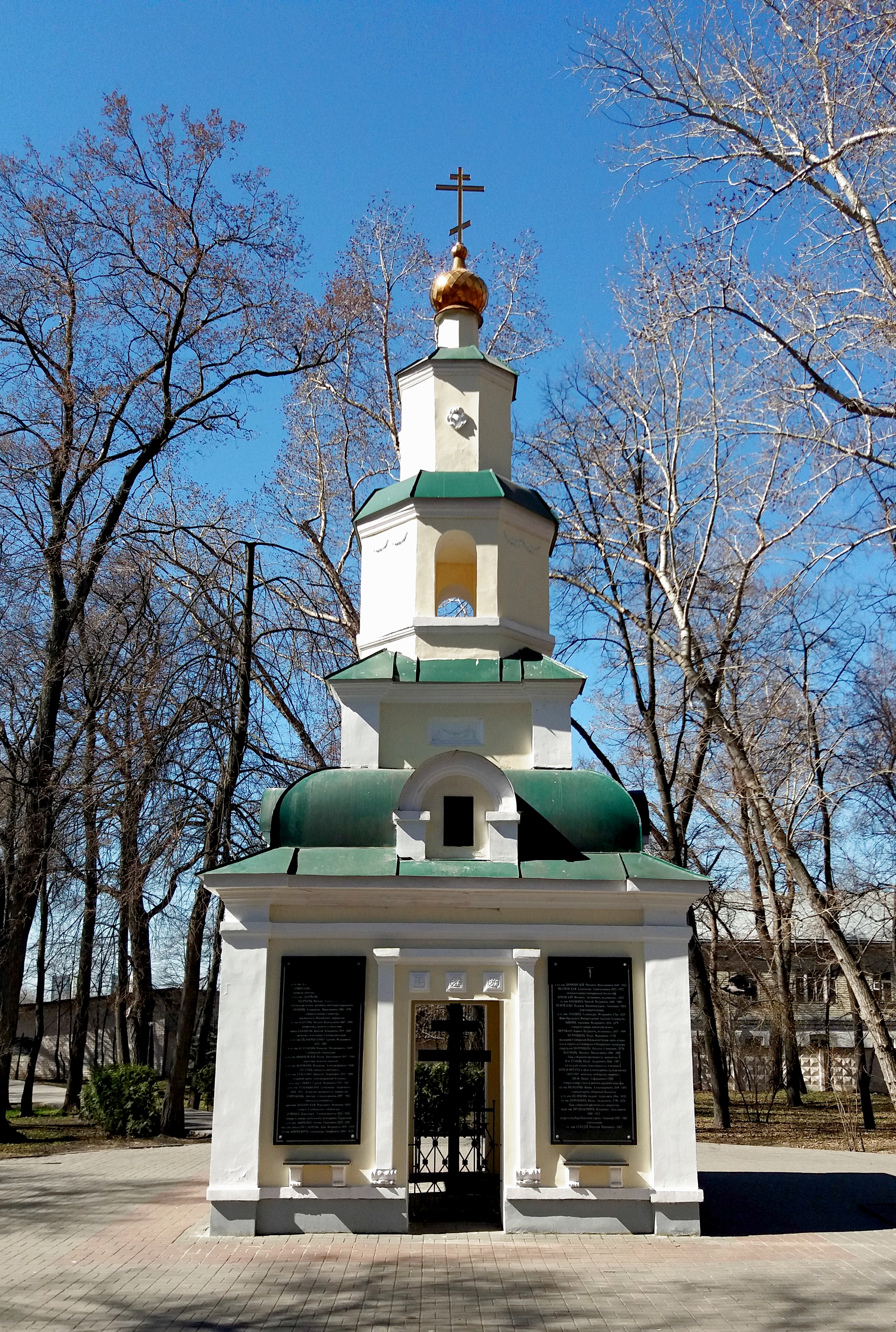
Часовня-памятник.
Памятник княгине Александры Сергеевны Баратаевой, который был перенесён на Воскресенский некрополь на могилу её сына.
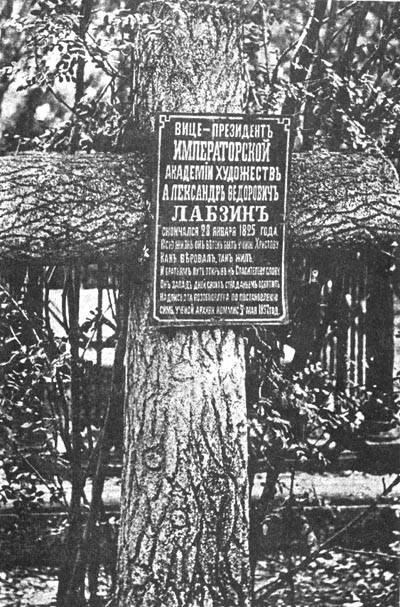
Надгробие на могиле А. Ф. Лабзина (утрачено). Эпитафия на памятнике: “Вице-Президент Императорской Академии Художеств Александр Федорович Лабзин скончался 28 января 1825 года. Всю жизнь он верен был учению Христову. Как веровал, так и жил братьям путь открыл к Спасителеву слову. Он запад дней своих страданьем освятил.”